# Веля, Анджелин
Анджелин Веля (рум. Angelin Velea; 1 апреля 1963, Тулча) — румынский гребец-байдарочник, выступал за сборную Румынии на всём протяжении 1980-х годов. Участник двух летних Олимпийских игр, двукратный чемпион мира, победитель многих регат национального и международного значения.

## Биография
Анджелин Веля родился 1 апреля 1963 года в городе Тулча. 
Первого серьёзного успеха на взрослом международном уровне добился в 1983 году, когда попал в основной состав румынской национальной сборной и побывал на чемпионате мира в финском Тампере, одержав победу в программе байдарок-четвёрок на километровой дистанции. Будучи одним из лидеров гребной команды Румынии, благополучно прошёл квалификацию на летние Олимпийские игры 1984 года в Лос-Анджелесе — в двойках на пятистах метрах показал пятый результат, тогда как в четвёрках на тысяче метрах финишировал в решающем заезде четвёртым, немного не дотянув до призовых позиций.
В 1986 году Веля выступил на мировом первенстве в канадском Монреале, откуда привёз награды золотого и бронзового достоинства, выигранные в зачёте двухместных байдарок на дистанциях 1000 и 10000 метров соответственно. Благодаря череде удачных выступлений удостоился права защищать честь страны на Олимпийских играх 1988 года в Сеуле — в двойках вместе с напарником Даньелом Стояном занял пятое место на пятистах метрах и шестое место на тысяче метрах. Вскоре по окончании сеульской Олимпиады принял решение завершить спортивную карьеру, уступив место в сборной молодым румынским гребцам.